# Васил Пиргов
Васил Пиргов е български музикант, тромпетист и народен певец от Македонския край.

## Биография
Роден е на 13 май в неврокопското село Нова Ловча. Има няколко фолклорни албума. Сред неговите най-известни песни са „Охридското езеро“, „Старата скопска чаршия“, „Послушайте патриоти“ и други. Има официален канал в YouTube.
Всяка година на 6 септември Васко Пиргов е част от празничния спектакъл, който се провежда по повод празникът на район „Овча Купел“ в София. През 2016 година той има рецитал и закрива концерта с бляскаво шоу, придружено от впечатляващи фойерверки и под аплодисментите на стотици гости на празника. Понастоящем не издава нови песни и не заснема видеоклипове. Има само един излъчен клип по „Фолклор ТВ“, който е на негов дует с народната певица Боряна Карпузова.